# HD196606
HD196606 — хімічно пекулярна зоря спектрального класу B9, що має видиму зоряну величину в смузі V приблизно  6,3.
Вона  розташована на відстані близько 784,0 світлових років від Сонця.

## Пекулярний хімічний склад
Зоряна атмосфера HD196606 має підвищений вміст 
Si
.